# Stian
Stian ist als eine moderne Form des altnordischen Namens Stígandr, mit der Bedeutung „Wanderer“, ein relativ häufiger norwegischer männlicher Vorname.

## Namensträger

### Vorname
- Stian Arnesen (* 1978), norwegischer Sänger, Bassist und Komponist
- Stian Carstensen (* 1971), norwegischer Jazzmusiker
- Stian Eckhoff (* 1979), norwegischer Biathlet
- Stian Grimseth (* 1972), norwegischer Gewichtheber
- Stian Hoelgaard (* 1991), norwegischer Skilangläufer
- Stian Hole (* 1969), norwegischer Grafikdesigner, Kinderbuchautor und Illustrator
- Stian Kvarstad (* 1973), norwegischer Skispringer
- Stian Jenssen (* 11. April 1978), norwegischer Ministerialbeamter, seit 2017 Büroleiter des NATO-Generalsekretärs Jens Stoltenberg
- Stian Nåvik (* 1985), norwegischer Biathlet
- Stian Remme (* 1982), norwegischer Radrennfahrer
- Stian Saugestad (* 1992), norwegischer Skirennläufer
- Stian Sivertzen (* 1989), norwegischer Snowboarder
- Stian Thoresen (* 1976), norwegischer Musiker Shagrath
- Stian Tønnesen (* 1974), norwegischer Handballspieler
- Stian Vatne (* 1974), norwegischer Handballspieler

### Künstlername
- Stian Merbo, ein Pseudonym von Johann Christian Josef Ommerborn (1863–1938), deutscher Journalist und Schriftsteller